# اتحادیه المپیک سوئیس
اتحادیه المپیک سوئیس (آلمانی: Schweizerischer Olympischer Verband) یک سازمان ورزشی است که نماینده کشور سوئیس در کمیته بین‌المللی المپیک می‌باشد.
این سازمان که در سال ۱۹۱۲ تأسیس شده مسئول آماده‌سازی و اعزام ورزشکاران به بازی‌های المپیک، بازی‌های المپیک جوانان و بازی‌های اروپایی است. 

## وبگاه رسمی
- وبگاه رسمی